# Taşkın Oymacı
Taşkın Oymacı (* 28. April 1938 in der Türkei; † 15. März 2021) war ein Sozialarbeiter. Von 1973 bis 1998 war Oymacı Migrantenbetreuer der AWO in Bocholt. Er war Träger des Bundesverdienstkreuzes am Bande.

## Leben
Oymacı kam im Jahre 1962, kurz nach der Unterzeichnung des Anwerbevertrags zwischen der Bundesrepublik und der Türkei, nach Deutschland und war der fünfte türkische Gastarbeiter in Bocholt. Der gelernte Tischler engagierte sich fortan auch sozial.
Zur Verbesserung der Lebenssituation der türkischen Bürger gründete er 1968 den Türkischen Kulturverein Bocholt, dessen Vorsitzender er bis zur Auflösung 1973 war. Als er aus gesundheitlichen Gründen seinen Beruf bei der Bocholter Laborbau aufgeben musste, wechselte er 1973 zur Arbeiterwohlfahrt und übernahm dort die neu geschaffene Stelle eines „Beraters für türkische Mitbürger“. Er blieb bis August 1998 als Sozialberater bei der Arbeiterwohlfahrt tätig.
1980 war er auch Gründer des Türkischen Kulturzentrums in Bocholt, das bis 1989 bestand. 1992 folgte ein Engagement im türkischen Elternbund. Ab 1994 gehört er dem Vorstand des Bundes türkischer Elternvereine Münster und Detmold an. Darüber hinaus war er 1993 Mitbegründer der Deutsch-Türkischen Gesellschaft Bocholt und ab 1994 Mitglied im Ausländerbeirat der Stadt.
Im Januar 2005 wurde Oymacı für sein Engagement das Verdienstkreuz am Bande der Bundesrepublik Deutschland verliehen. „Miteinander leben und voneinander lernen“, dies sei das Motto Oymacıs, hieß es in der Laudatio. Neben der deutschen Staatsangehörigkeit habe er seine türkische Identität nicht aufgegeben und sich „für das Zusammenleben der Menschen in Bocholt sehr verdient gemacht“ und sei stets gegen Fremdenhass und Ausländerfeindlichkeit eingetreten.